# Ostrowy (powiat wyszkowski)
Ostrowy  – wieś w Polsce położona w województwie mazowieckim, w powiecie wyszkowskim, w gminie Somianka.
Prywatna wieś szlachecka położona była w drugiej połowie XVI wieku w powiecie kamienieckim ziemi nurskiej województwa mazowieckiego. W latach 1975–1998 miejscowość należała administracyjnie do województwa ostrołęckiego.
Wierni kościoła rzymskokatolickiego należą do parafii Świętej Rodziny w Wyszkowie.